# Yook Keun-Byung
Yook Keun-Byung (koreanisch 육근병) (* 1957 in Junju, Südkorea) ist ein südkoreanischer Medienkünstler. Yook studierte an der Kyung-Hee-Universität in Seoul und erlangte 1983 den Master.
„Augen“ sind ein wichtiges Thema in Yooks Werke. Das immens Video Eye for Field erregte auf der documenta IX in Kassel große Aufmerksamkeit. Die Installation Transport thematisiert Blumen und Pflanzen in den Bergen, die von Wanderern und anderen Leuten nicht beachtet werden. Survival is History bedient sich zahlreicher Bilder vom Krieg.

## Ausstellungen (Auswahl)
Yook Keun-Byung hatte etliche Einzelausstellungen und war an zahlreichen Ausstellungen in Korea und Japan beteiligt.
- 1998: In the year of the Tiger - Contemporary Art from Korea Haus der Kulturen der Welt, Berlin
- 1989: Biennale von São Paulo, São Paulo
- 1992: documenta IX, Kassel
- 1995: Biennale de Lyon, Lyon[4]